# Alexander Merkurjev
Alexander Merkurjev (en russe : Алекса́ндр Сергее́вич Мерку́рьев, Aleksandr Sergueïevitch Merkouriev), né le 25 septembre 1955, est un mathématicien américain d’origine russe qui a contribué à de grandes avancées dans le domaine de l’algèbre. Merkurjev est actuellement professeur à l’Université de Californie à Los Angeles.

## Récompenses et distinctions
En 1982 Merkurjev remporte le Prix du Jeune Mathématicien de la Saint Petersburg Mathematical Society pour son travail sur la K-théorie algébrique. En 1986 il est invité comme conférencier au Congrès international des mathématiciens à Berkeley en Californie, son sujet était "Milnor K-theory and Galois cohomology". En 1995 il remporte le Prix Humboldt, un prix international décerné aux chercheurs émérites. En 1996 Merkurjev donne une séance plénière au deuxième European Congress of Mathematics à Budapest en Hongrie. En 2012 il est lauréat du Prix Frank Nelson Cole en algèbre pour son travail sur la dimension essentielle des groupes.
En 2012 il devient membre de l’American Mathematical Society.

## Œuvre
Merkurjev se concentre sur les groupes algébriques, les formes quadratiques, la Cohomologie galoisienne, la K-théorie algébrique et l’algèbre simple centrale. Au début des années 1980, Merkurjev prouve un résultat fondamental à propos de la structure de l’algèbre simple centrale  de l'exposant d'un groupe divisé 2, relié à la 2-torsion d’un Groupe de Brauer et de la K-théorie de Milnor. Avec l’aide de Suslin ce résultat fut étendu à des torsions plus élevées connu sous le nom de conjecture de Bloch-Kato, prouvé de manière générale par Rost et Voevodsky.
À la fin des années 1990 Merkurjev donne l’approche la plus générale à la notion de dimension essentielle, introduite par Buhler et Reichstein, il fait de grandes avancées dans le domaine. Plus précisément Merkurjev a déterminé la p-dimension essentielle de l’algèbre centrale simple de degré {\displaystyle p^{2}} (avec p commençant à 1) et, en association avec Karpenko, la dimension essentielle de  p-groupes finis,.

### Livres
- Max-Albert Knus, Alexander Merkurjev, Markus Rost, Jean-Pierre Tignol: The book of involutions, American Mathematical Society 1998.  (ISBN 0-8218-0904-0)[10]
- Skip Garibaldi, Jean-Pierre Serre, Alexander Merkurjev: Cohomological Invariants in Galois Cohomology, American Mathematical Society 2003.  (ISBN 0-8218-3287-5)[11]
- Richard Elman, Nikita Karpenko, Alexander Merkurjev: Algebraic and geometric theory of quadratic forms, American Mathematical Society 2008.  (ISBN 978-0-8218-4329-1)[12]